# Filtr (optyka)

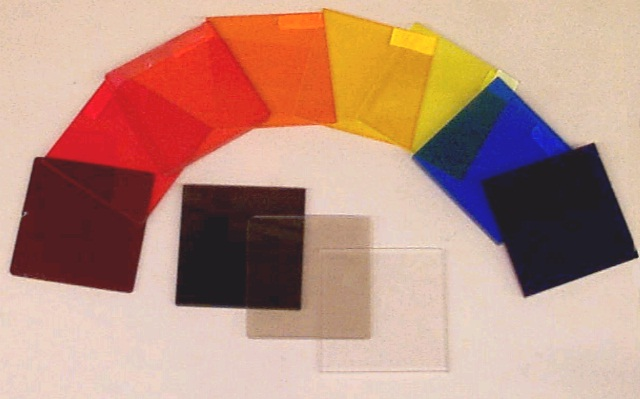
Zestaw filtrów barwnych i szarych

Filtr – w optyce, materiał przepuszczający tylko pewien zakres częstotliwości (filtr barwny) lub tylko tę składową fal świetlnych, których wektor pola elektrycznego leży w jednej ściśle określonej płaszczyźnie (filtr polaryzacyjny). O jakości filtru barwnego świadczy stopień monochromatyczności przepuszczanego światła; wiązka światła ma tym większy stopień monochromatyczności, im węższy jest zakres częstotliwości światła w tej wiązce.
Filtry barwne znalazły szerokie zastosowanie wszędzie tam, gdzie potrzebne jest światło monochromatyczne, głównie w spektroskopii i spektrometrii. Jednym z zastosowań filtru optycznego jest barwny lub polaryzacyjny filtr fotograficzny – nasadka na obiektyw aparatu fotograficznego lub kamery filmowej zmieniająca wygląd fotografowanego lub filmowanego obrazu.